# Bombardement du 30 décembre 2023 à Belgorod
Le bombardement du 30 décembre 2023 à Belgorod fait référence à plusieurs frappes aériennes menées à Belgorod en Russie le 30 décembre 2023 dans le contexte de la guerre russo-ukrainienne. Les explosions tuent au moins 25 personnes et en blessent plus de 100 autres. Selon des sources russes, celles-ci résultent des Forces armées ukrainiennes,,; l'Ukraine, quant à elle, les attribuent à la défense aérienne russe.
La Russie indique également avoir abattu des drones dans d’autres villes russes le même jour. L'attaque a lieu un jour après des intenses bombardements russes en Ukraine. Le ministère russe de la Défense qualifie cet assaut d'« attaque terroriste » qui « ne resteront pas impunie ».
Il s'agit de l'attaque la plus meurtrière commise contre des civils sur le territoire russe depuis le début de l'invasion russe de l'Ukraine le 24 février 2022,.

## Contexte
C'est une action qui fait suite aux attaques de 2023 de l'oblast de Belgorod. Les explosions ont lieu pendant la tenue d'une réunion d'urgence au Conseil de sécurité de l'ONU et dans un contexte d'attaques massives de missiles et de drones russes contre l'Ukraine, notamment les bombardements du 29 décembre 2023 en Ukraine.
Le même jour, des responsables russes affirment que 32 drones ukrainiens ont été abattus au-dessus des oblasts de Moscou, de Briansk, d'Orel et de Koursk. Deux personnes, dont un enfant de neuf ans, ont été tuées et quatre autres blessées lors de bombardements distincts dans les oblasts de Briansk et de Belgorod.

## Attaques de Belgorod
Les explosions à Belgorod, à seulement 40 kilomètres de la frontière avec l’Ukraine, ont lieu pendant la journée. Le ministère russe de la Défense annonce l'utilisation de roquettes Vampire (RM-70) de fabrication tchèque et des missiles Vilkha équipés d'ogives à sous-munitions, provenant d'un lance-roquettes multiple dans l'oblast de Kharkiv. Selon la BBC, il est peu probable que les roquettes tirées puissent atteindre Belgorod depuis le territoire ukrainien sans travaux de modification visant à augmenter leur portée. Parmi les lieux touchés figurent une patinoire située sur la place de la Cathédrale de la ville, un centre commercial, un centre sportif et une université,.
Vingt-cinq personnes, dont trois enfants, perdent la vie au cours des attaques, tandis que 108 personnes, dont 17 enfants, sont blessés.
Une source des services de sécurité ukrainiens déclare à la BBC que ses forces ont lancé plus de 70 drones contre des cibles militaires russes en « réponse aux attaques terroristes russes contre des villes et des civils ukrainiens », et attribue les événements de Belgorod au « travail incompétent de l'aviation de défense russe », ayant entraîné des chutes de fragments de missiles. Selon des témoignages d'habitants, les sirènes des raids aériens n'ont été entendues que 30 minutes après le début des attaques et plusieurs abris antibombes auraient été verrouillés, d'autres ne savaient pas où se réfugier en raison de la politique gouvernementale s'opposant à la divulgation de l'emplacement des refuges désignés.

## Réponse
Le ministère russe de la Défense s'est engagé à venger l'attaque, tout en continuant à attaquer uniquement « les installations militaires et les infrastructures qui leur sont directement liées ».
Plus tard dans la soirée, la Russie mène des frappes de missiles sur Kharkiv, blessant 28 personnes, ce que le ministère russe de la Défense qualifie de réponse directe aux attaques sur Belgorod. Des installations militaires aurait été touchées, bien que selon le maire de Kharkiv, Ihor Terekhov, ceux-ci sont plutôt tombés sur des infrastructures civiles, notamment « des cafés, des immeubles résidentiels et des bureaux ». Le ministère de l'Intérieur de l'Ukraine signale des dommages sur 12 immeubles d'habitation, 13 maisons, des hôpitaux, un hôtel, un jardin d'enfants, des locaux commerciaux, un gazoduc et des véhicules.
Selon le ministère russe de la Défense, « une frappe de missile sur l'ancien hôtel Kharkiv Palace » a liquidé « des représentants des services de renseignements de la défense ukrainiens et des forces armées ukrainiennes directement impliqués dans la planification et l'exécution de l'attaque terroriste à Belgorod ». L'attaque contre le bâtiment du Service de sécurité ukrainien (SBU) dans l'oblast de Kharkiv et le point de déploiement temporaire du Secteur droit, que le ministère qualifie de « groupe nationaliste », a tué « du personnel du SBU, des mercenaires étrangers et combattants de l'unité Kraken », qu'elle accuse d'« actions subversives sur le territoire russe ». Les renseignements ukrainiens rejettent ces affirmations, affirmant qu'il s'agit des « illusions malsaines du régime terroriste ».

## Réactions
Selon une déclaration du Kremlin, le président russe Vladimir Poutine a été informé des attaques et le ministre de la Santé Mikhaïl Mourachko rejoint une équipe d'urgence à Belgorod. La porte-parole du ministère des Affaires étrangères, Maria Zakharova, via l'agence de presse russe TASS, pointe la responsabilité au Royaume-Uni et aux États-Unis sur « l'attaque terroriste » contre Belgorod, car ils auraient incité « le régime de Kiev à mener des actions terroristes ». Elle accuse également les pays de l'Union européenne qui fournissent des armes à l’Ukraine.
Lors d'une réunion d'urgence du Conseil de sécurité des Nations Unies, l'ambassadeur russe Vassili Nebenzia dénonce les attaques, auxquelles l'Ukraine et ses alliés répondent en accusant Poutine d'avoir déclenché la guerre. En réponse, l’envoyé français déclare que l’Ukraine se défend conformément aux lois de l’ONU, tandis que les États-Unis et le Royaume-Uni pointent la responsabilité de Poutine sur les morts russes depuis le déclenchement de la guerre en février 2022. Selon le secrétaire général adjoint de l'ONU, Mohammed Khiari, les frappes contre des civils et des infrastructures civiles « violent le droit international humanitaire, sont inacceptables et doivent cesser maintenant ».